# アリクレネス・ダ・シウヴァ・フェレイラ
アリ (Ari) こと、アリクレネス・ダ・シウヴァ・フェレイラ（ポルトガル語: Ariclenes da Silva Ferreira、ロシア語: Арикленес да Силва Феррейра、1985年12月11日 - ）は、ブラジル・セアラー州フォルタレザ出身の元サッカー選手。元ロシア代表。現役時代のポジションはフォワード。

## 経歴

### クラブ
2005年、ブラジルのフォルタレーザECでキャリアをスタートさせ、2006年、スウェーデンのカルマルFFに移籍した。ここで15得点を記録し、アルスヴェンスカン得点王を獲得した。この活躍により2007年夏、オランダのAZアルクマールに移籍。しかしAZでは主力になれず、2010年1月、ロシアのFCスパルタク・モスクワへ移籍した。以降はロシアに定住し、2013年からFCクラスノダールでプレーした。

### 代表
2018年7月26日、ロシア国籍を取得。同年11月15日のドイツ戦でロシア代表初出場を果たした。 

## タイトル

### クラブ
フォルタレーザEC
- カンピオナート・セアレンセ : 2005

AZアルクマール
- エールディヴィジ : 2008-09
- ヨハン・クライフ・スハール : 2009

FCロコモティフ・モスクワ
- ロシアサッカー・プレミアリーグ : 2017-18

### 個人
- アルスヴェンスカン得点王 : 2006